# Cândido Caldas

Cândido Caldas (1943)

Cândido Caldas (* 1. Mai 1889 in Nossa Senhora do Desterro, Santa Catarina; † 16. Januar 1966 in Rio de Janeiro) war ein brasilianischer Marschall.

## Leben
Caldas absolvierte eine Offiziersausbildung im Heer (Exército Brasileiro) der Streitkräfte (Forças Armadas do Brasil) und fand im Anschluss verschiedene Verwendungen als Offizier sowie Stabsoffizier. Am 7. September 1937 wurde er zum Oberstleutnant sowie am 24. Mai 1940 zum Oberst befördert, ehe am 29. Juli 1943 seine Beförderung zum Brigadegeneral erfolgte. Er war Kommandeur der 6. Militärregion (6.ª Região Militar) und löste am 26. Juli 1946 Guilherme Carneiro da Rocha Marback als Gouverneur des Bundesstaates Bahia und übte dieses Amt interimistisch bis zu seiner Ablösung durch Otávio Mangabeira am 10. April 1947 aus. Nach seiner Beförderung zum Generalmajor am 7. Juni 1948 war er zwischen dem 18. Juni 1948 und dem 18. Januar 1949 Kommandeur der 7. Militärregion (7.ª Região Militar). 1953 schied er aus dem aktiven Militärdienst aus und erhielt den Dienstgrad eines Marschalls (Marechal do Exército Brasileiro).

## Weblink
- Eintrag in Generals.dk